# Мешково (Астраханская область)
Мешково — село в Володарском районе Астраханской области России. Входит в состав Козловского сельсовета. Население 118 человек (2010), из них 93 % — казахи .

## История
С 1 января 2006 года в соответствии с Законом Астраханской области от 6 августа 2004 года № 43/2004-ОЗ в составе района образовано муниципальное образование Козловский сельсовет, куда включено было село Мешково.

## География
Село находится в юго-восточной части области, в дельте реки Волги, на левом берегу протоки Чурка.
Абсолютная высота — 25 метров ниже уровня моря.
Уличная сеть
состоит из трёх географических объектов: ул. Абая, ул. Солнечная, ул. Фермерская.
Климат
умеренный, резко континентальный, характеризуется высокими температурами летом и низкими — зимой, малым количеством осадков, а также большими годовыми и летними суточными амплитудами температуры воздуха.

## Население
| 2002 | 2010 |
| ---- | ---- |
| 154  | ↘118 |

Национальный и гендерный состав
По данным Всероссийской переписи, в 2010 году численность населения села составляла 118 человек (57 мужчин и 61 женщин, 48,3 и 51,7 %% соответственно).
Согласно результатам переписи 2002 года, в национальной структуре населения казахи составляли 93 % от общей численности в 155 жителей.

## Инфраструктура
Молочная ферма. Есть мостовой переход через р. Чурка.

## Транспорт
Проходит региональная автодорога 12 ОП РЗ 12Н 034 Козлово — Мултаново. Остановка общественного транспорта «Мешково (Астраханская область)»
Проселочные дороги.